# 烏拉河 (東歐)
54°09′50″N 24°20′11″E / 54.16389°N 24.33639°E
烏拉河是東歐的河流，流經白俄羅斯和立陶宛，處於祖基亞國家公園，河道全長84公里，流域面積753平方公里，發源自格羅德諾州。